# Adour
L'Adour (in occitano guascone Ador, in basco Aturri) è un fiume francese del bacino aquitano nel sud ovest della Francia.
Nasce in tre piccoli torrenti dal massiccio del Pic du Midi de Bigorre, dal massiccio dell'Arbizon e dal massiccio del Lascours, nei Pirenei, nel dipartimento degli Alti Pirenei, si forma nella valle di Campan in Alta Bigorre e sbocca nell'Oceano Atlantico, dopo aver percorso 335 km e aver attraversato la città di Bayonne. Questo fiume di tipo montano, a regime pluvio-nivale ha una variazione di portata notevole, che varia da un massimo di 2000 m³/s ad un minimo di 30 m³/s.

## Località attraversate
Dipartimenti e città attraversate dal fiume Adour:
- Alti Pirenei: Bagnères-de-Bigorre, Tarbes, Maubourguet
- Gers: Riscle
- Landes: Aire-sur-l'Adour, Dax, Tarnos
- Pirenei Atlantici: Bayonne

## Affluenti
I principali affluenti dell'Adour sono (D= alla destra orografica; S = alla sinistra orografica):

### Nell'Haute-Bigorre
- i tre rami fondatori sono:
  - (D) Adour de Payolle, del massiccio dell'Arbizon (2831 m),
  - (S) Adour de Gripp, provenienti dal Tourmalet (2114 m)
  - (S) Adour de Lesponne (18.6 km), proveniente dalla Hourquette d'Ouscouaou,
- (S) Gailleste (11.1 km)

### Nella Rivière-Basse
(da Maubourguet a Riscle (Hautes-Pyrénées e Gers))
- (S) Échez
- (D) Estéous
- (S) Louet
- (D) Arros
- (D) Bouès
  - Armagnac & Vic-Bilh, da Riscle a Aire-sur-l'Adour
- (S) Bergons
- (S) Saget
- (S) Léez

### Pays de Marsan
(riva destra e Chalosse riva sinistra, da Aire-sur-l'Adour a Sainte-Marie-de-Gosse)
- (D) Gioulé
- (S) Bahus
- (S) Gabas
- (D) Midouze, formato dalla confluenza del Midou e della Douze,
- (S) Louts
- (S) Luy, o i "Luy riuniti", formati dal Luy de France e dal Luy de Béarn.

### Pays de Gosse e de Seignanx, riva destra e Pays basque, riva sinistra
- (S) le gaves réunis, formati dalla confluenza della gave de Pau e della gave d'Oloron,
- (S) Bidouze, proveniente dagli Arbailles,
- (S) Aran, proveniente da Baïgura,
- (S) Ardanabia
- (S) Nive, a Bayonne.